# Келеш, Исмаил
Исмаил Келеш (тур. İsmail Keleş; род. 5 марта 1988, Анкара) — турецкий стрелок, участвующий в соревнованиях по стрельбе из пистолета. Призёр чемпионатов мира. Участник 4 Олимпийских игр.

## Биография
Исмаил Келеш родился 5 марта 1988 года. По профессии он является унтер-офицером турецкой жандармерии. В спорте выступает за клуб «Jandarma Gücü», где тренируется под руководством Мухаммеда Топала.
Проживает в Чанкыры.

## Карьера
Келеш начал заниматься спортивной стрельбой в 2007 году. Он участвует в соревнованиях с 2008 года.
Он прошёл отбор на летние Олимпийские игры 2012 года в Лондоне и получил право представлять Турцию после того, как выиграл серебряную медаль на чемпионате мира 2012 года в Милане. Он также выступил в соревнованиях по стрельбе из пистолета на 50 м на летних Олимпийских играх 2012 года.
На чемпионате Европы по стрельбе 2013 года, который проходил в Осиеке с 21 июля по 4 августа, Исмаил Келеш выиграл серебро в командной стрельбе с 50 метров вместе со своими партнёрами по команде Омером Алимоглу и Юсуфом Дикечем.
В 2016 году выиграл серебро чемпионата мира в стрельбе из пневматического пистолета с 10 метров. Он участвовал на вторых для себя летних Олимпийских играх 2016 года в двух дисциплинах — стрельбе из пистолета с 10 и 50 метров, заняв 24-е и 29-е места в квалификации, соответственно, и не прошёл в финал.
В 2021 году попал в состав сборной Турции на третьи для себя Олимпийские игры в Токио, которые были перенесены на один год из-за пандемии COVID-19. Келеш ставит цель завоевать медаль для своей сборной в Японии. 